# Jagdschloss Julin

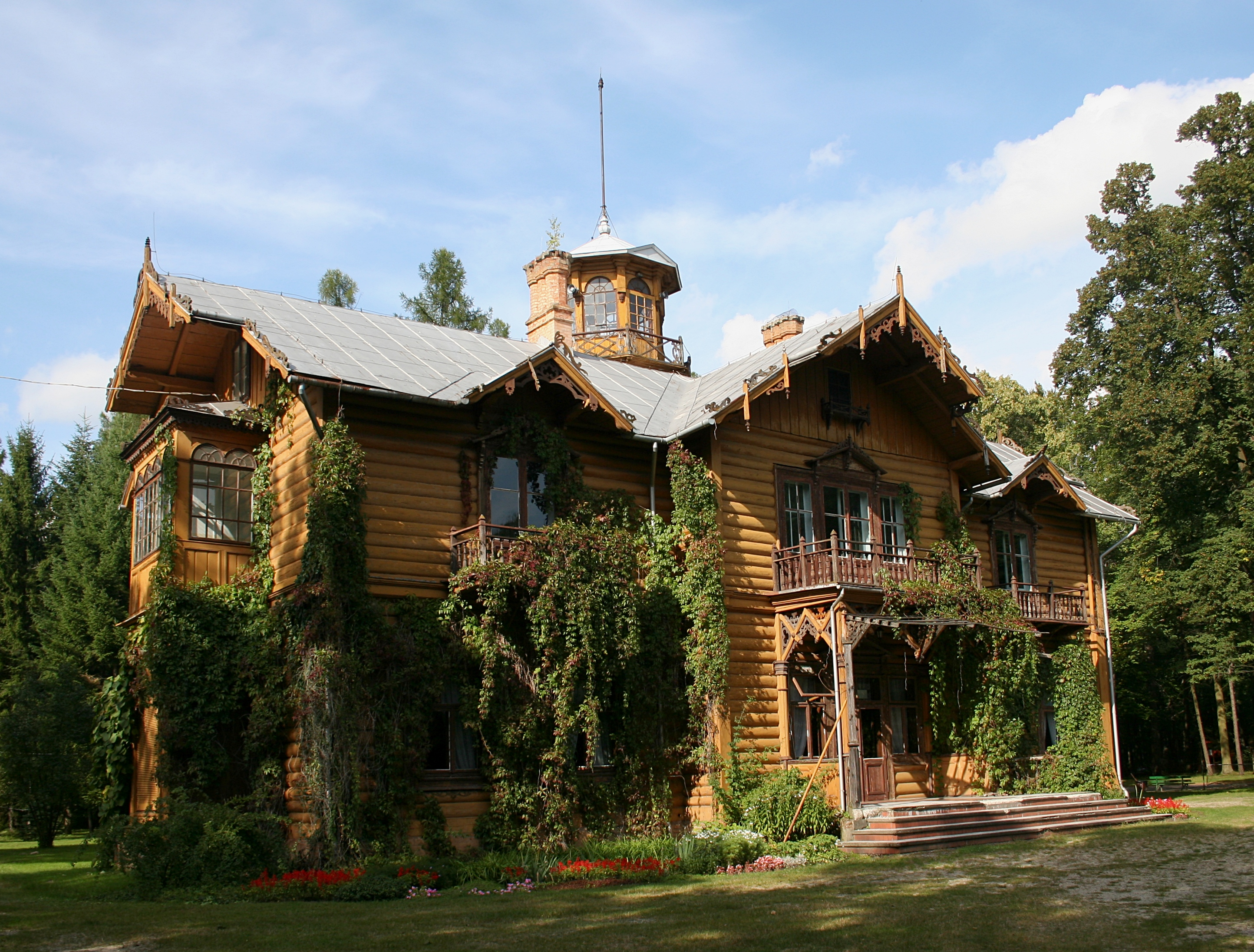
Gartenansicht

Das Jagdschloss Julin (polnisch: Pałac w Julinie) ist ein Jagdschloss im Ortsteil Julin von Wydrze unweit von Leżajsk. Es wurde von dem polnischen Adelsgeschlecht der Potocki errichtet.

## Geschichte
Das Jagdschloss wurde von 1845 bis 1880 von Alfred Józef Potocki im tyrol-schweizerischen Stil in der Gemeinde Rakszawa am Rande des Sandomirer Urwalds errichtet und nach der Fürstin Julia Ewa von Liechtenstein benannt. Die Potocki luden hier bekannte Persönlichkeiten zur Jagd und Sommerfrische ein, unter anderem waren hier Fürst Stanisław Radziwiłł, Rudolf von Österreich-Ungarn und Franz Ferdinand von Österreich-Este zu Gast. Heute wird das Schloss von dem Museum im Schloss Łańcut verwaltet. Es soll zukünftig als Jagdmuseum dienen.